# Потік випромінювання
Поті́к випромі́нювання (рос. поток излучения; англ. radiation stream, radiant flux, нім. Strahlungsstrom m) — повна енергія, яка переноситься світлом (або іншим випромінюванням) за одиницю часу через цю поверхню. Поняття потік випромінювання застосовується для проміжків часу, значно більших, ніж період світлових коливань.
Синоніми: променистий потік, потужність випромінювання.

## Зв'язок потоку та інтенсивності випромінювання
Інтенсивність випромінювання енергії будь-якою точкою (яка випромінює як абсолютно чорне тіло) довільного тіла з температурою T в залежності від частоти випромінювання визначається законом Планка як:
{\displaystyle B(\nu ,T)={\frac {2h\nu ^{3}}{c^{2}}}{\frac {1}{e^{\frac {h\nu }{kT}}-1}},}
де
- {\displaystyle B(\nu ,T)d\nu \,} становить кількість випроміненої енергії з одиниці площі поверхні в одиницю часу в одиницю тілесного кута на частоті ν,
- {\displaystyle h\,} є сталою Планка
- {\displaystyle c\,} відповідає швидкості світла, та
- {\displaystyle k\,} є сталою Больцмана.

Введемо систему полярних координат з початком координат у довільно вибраній точці поверхні цього тіла. У цій же точці виберемо ділянку поверхні одиничної площі й визначимо повний потік випромінювання, що проходить з середини тіла назовні через цю ділянку. Приймемо що розміри тіла в багато разів перевищують розміри вибраної ділянки. Тоді кожна точка тіла, що випромінює згідно з законом Планка даватиме свій вкдад у загальний потік через вибрану ділянку одиничної площі. Проте, коли промінь від такої точки утворює кут θ з нормаллю до вибраної ділянки, то кількість випромінювання від цієї точки, що пересікає ділянку, буде {\displaystyle \cos \theta B(\nu ,T)\,}. Щоб оцінити повний потік через ділянку слід проінтегрувати вказаний вираз по тілесному куту півсфери всередині тіла навколо вибраної ділянки, звідки світло виходить через ділянку назовні. Відповідно:
{\displaystyle F(\nu ,T)=\int \cos \theta B(\nu ,T)d\Omega =\int _{0}^{2\pi }\int _{0}^{\pi /2}\cos \theta B(\nu ,T)\sin \theta d\theta d\phi =2\pi \int _{0}^{\pi /2}\cos \theta B(\nu ,T)\sin \theta d\theta .}
Узявши останній інтеграл отримуємо кінцеву формулу:
{\displaystyle F(\nu ,T)=\pi B(\nu ,T),}
яка задає зв'язок інтенсивності випромінювання кожної точки тіла з потоком випромінювання через ділянку одиничної площі на поверхні цього ж тіла в одиницю часу на певній частоті. Згідно з отриманим виразом потік випромінювання є пропорційним інтенсивності випромінювання й, відповідно, залежить таким же чином як і інтенсивність від частоти випромінювання та температури тіла:
{\displaystyle F(\nu ,T)={\frac {2\pi h\nu ^{3}}{c^{2}}}{\frac {1}{e^{\frac {h\nu }{kT}}-1}}.}

## Залежність від температури
Проінтегрувавши цей потік по всіх можливих частотах отримуємо залежність повного потоку випромінювання в одиницю часу через одиничну площу поверхні від температури тіла. Ця залежність називається законом Стефана-Больцмана:
{\displaystyle F=\sigma T^{4}\,\!},
де {\displaystyle \sigma } є сталою Стефана—Больцмана.

## Зв'язок зісвітністюзорі
Нехай тіло, що випромінює, буде зорею з наперед заданими ефективною температурою Teff та радіусом R. Тоді
{\displaystyle F=\sigma T_{\text{eff}}^{4},\!}
й щоб отримати потік випромінювання зі всієї поверхні зорі, необхідно проінтегрувати зазначений вираз по поверхні. Оскільки зоря має форму сфери й через кожну ділянку її поверхні проходить однаковий потік випромінювання, то у цьому випадку світність визначається як добуток потоку на площу поверхні сфери з радіусом R:
{\displaystyle L=F4\pi R^{2}=4\pi R^{2}\sigma T_{\text{eff}}^{4}.\!}
Звідси видно, що світність зорі пропорційна її ефективній температурі в четвертій степені. З цього виразу можна отримати також, що:
{\displaystyle F={\frac {L}{4\pi R^{2}}}.\!}